# Cabinet Adenauer III
 (janvier 2023).
Si vous disposez d'ouvrages ou d'articles de référence ou si vous connaissez des sites web de qualité traitant du thème abordé ici, merci de compléter l'article en donnant les références utiles à sa vérifiabilité et en les liant à la section « Notes et références ».
RFA
Adenauer II Adenauer IV
Le cabinet Adenauer III (en allemand : Kabinett Adenauer III) est le gouvernement fédéral de la République fédérale d'Allemagne entre le 29 octobre 1957 et le 14 novembre 1961, durant la troisième législature du Bundestag.

## Historique du mandat
Dirigé par le chancelier fédéral chrétien-démocrate sortant Konrad Adenauer, ce gouvernement est constitué et soutenu par une coalition de centre droit entre l'Union chrétienne-démocrate d'Allemagne (CDU), l'Union chrétienne-sociale en Bavière (CSU) et le Parti allemand (DP). Ensemble, ils disposent de 287 députés sur 487, soit 58,9 % des sièges du Bundestag.
Il est formé à la suite des élections législatives fédérales du 15 septembre 1957.
Il succède ainsi au cabinet Adenauer II, constitué et soutenu par la CDU/CSU, le DP et le Parti populaire-libéral (FVP).

### Formation
Au cours du scrutin parlementaire, les chrétiens-démocrates réalisent une performance unique dans une élection fédérale en remportant 50,2 % des voix et 270 députés, soit la majorité absolue des voix et des sièges. Toutefois, du fait de l'accord électoral existant avec le DP, Konrad Adenauer maintient son alliance avec cette formation.
Le 22 octobre, sur proposition du président fédéral Theodor Heuss, il se présente pour un troisième mandat de chancelier devant les parlementaires. Il obtient l'investiture du Bundestag avec 274 voix favorables, dépassant la majorité constitutionnelle requise de 25 suffrages. Il présente son nouveau gouvernement une semaine plus tard, dans lequel Ludwig Erhard, populaire ministre fédéral de l'Économie, est vice-chancelier, tandis que l'ancien ministre fédéral de la Défense Theodor Blank est nommé ministre fédéral du Travail.
Moins d'un an plus tard, le 1er juillet 1959, se tient l'élection présidentielle fédérale. La CDU/CSU choisit d'investir le ministre fédéral de l'Agriculture Heinrich Lübke. Cette fois-ci, et contrairement à l'élection de 1954, les chrétiens-démocrates ne peuvent compter sur l'appui ni du Parti social-démocrate d'Allemagne (SPD), ni du Parti libéral-démocrate (FDP). Il faut donc attendre le second tour de scrutin pour voir Lübke l'emporter avec 50,7 % des voix de l'Assemblée fédérale.

### Évolution
Le 1er juillet 1960, neuf députés fédéraux du DP sur 15, dont les ministres fédéraux Seebohm et von Merkatz, quittent leur parti et rejoignent la CDU. Le Parti allemand se retire alors de la coalition. Pour les 14 mois restants de la législature, le gouvernement fédéral repose donc sur une seule force politique, un fait unique depuis la fin de la Seconde Guerre mondiale.

### Succession
Les élections législatives fédérales du 17 septembre 1961 voient une forte poussée du SPD et du FDP, tandis que le recul de la CDU/CSU lui fait perdre sa majorité absolue. Konrad Adenauer négocie avec les libéraux la formation d'une « coalition noire-jaune » et constitue alors le cabinet Adenauer IV.

## Composition
- Les nouveaux ministres sont indiqués en gras, ceux ayant changé d'attributions en italique.

| Poste                                                                | Titulaire | Titulaire                                                                    | Parti |
| -------------------------------------------------------------------- | --------- | ---------------------------------------------------------------------------- | ----- |
| Chancelier fédéral                                                   |           | Konrad Adenauer                                                              | CDU   |
| Vice-chancelier Ministre fédéral de l'Économie                       |           | Ludwig Erhard                                                                | Sans  |
| Ministre fédéral des Affaires étrangères                             |           | Heinrich von Brentano                                                        | CDU   |
| Ministre fédéral de l'Intérieur                                      |           | Gerhard Schröder                                                             | CDU   |
| Ministre fédéral de la Justice                                       |           | Fritz Schäffer                                                               | CSU   |
| Ministre fédéral des Finances                                        |           | Franz Etzel                                                                  | CDU   |
| Ministre fédéral de l'Alimentation, de l'Agriculture et des Forêts   |           | Heinrich Lübke (jusqu'au 15/09/1959) Werner Schwarz                          | CDU   |
| Ministre fédéral du Travail et de l'Ordre social                     |           | Theodor Blank                                                                | CDU   |
| Ministre fédéral de la Défense                                       |           | Franz Josef Strauß                                                           | CSU   |
| Ministre fédéral des Transports                                      |           | Hans-Christoph Seebohm                                                       | DP    |
| Ministre fédéral des Postes et des Télécommunications                |           | Richard Stücklen                                                             | CSU   |
| Ministre fédéral du Logement                                         |           | Paul Lücke                                                                   | CDU   |
| Ministre fédéral des Expulsés, des Réfugiés et des Blessés de guerre |           | Theodor Oberländer (jusqu'au 04/05/1960)                                     | CDU   |
| Ministre fédéral des Expulsés, des Réfugiés et des Blessés de guerre |           | Hans-Joachim von Merkatz (à partir du 27/10/1960)                            | DP    |
| Ministre fédéral des Questions pan-allemandes                        |           | Ernst Lemmer                                                                 | CDU   |
| Ministre fédéral des Affaires du Bundesrat et des Länder             |           | Hans-Joachim von Merkatz                                                     | DP    |
| Ministre fédéral de l'Énergie nucléaire et des Eaux                  |           | Siegfried Balke                                                              | CSU   |
| Ministre fédéral des Questions familiales et juvéniles               |           | Franz-Josef Wuermeling                                                       | CDU   |
| Ministre fédéral du Patrimoine économique de la Fédération           |           | Hermann Lindrath (mort le 27/02/1960) Hans Wilhelmi (à partir du 12/04/1960) | CDU   |